# Pseudomyrmex triplaridis
Pseudomyrmex triplaridis is een mierensoort uit de onderfamilie van de Pseudomyrmecinae. De wetenschappelijke naam van de soort is voor het eerst geldig gepubliceerd in 1904 door Forel.
De soort bewoont vaak de holle bomen van de mierenhoutboom